# Willie Mays
Willie Howard Mays, Jr. (ur. 6 maja 1931 w Westfield, w Alabamie, zm. 18 czerwca 2024 w Palo Alto w Kalifornii) – amerykański baseballista, który występował na pozycji środkowozapolowego.

## Kariera sportowa
Zawodową karierę rozpoczął w zespołach Negro League w Chattanooga Choo-Choos i Birmingham Black Barons. Podczas występów w Negro League był obserwowany przez skautów klubów MLB, między innymi Boston Braves oraz Brooklyn Dodgers. Ostatecznie 20 czerwca 1950 podpisał kontrakt z New York Giants. Sezon 1951 rozpoczął w klubie rezerwowym Giants Minneapolis Millers. W Major League Baseball zadebiutował 25 maja 1951 w meczu przeciwko Philadelphia Phillies. Mimo nie najlepszego sezonu, w którym uzyskał średnią uderzeń 0,274, zaliczył 68 RBI i zdobył 20 home runów w 121 meczach, został wybrany najlepszym debiutantem w National League. W tym samym roku zagrał w World Series, jednak Giants ulegli New York Yankees w sześciu meczach.
W 1952 został powołany do United States Army. Z powodu służby wojskowej Mays nie zagrał w 266 meczach. W 1954 powrócił do zawodowego baseballu i ze średnią uderzeń 0,345 i 46 zdobytymi home runami, został wybrany MVP National League. W tym samym sezonie New York Giants zwyciężyli w World Series pokonując Cleveland Indians 4–0. Dwa lata później wstąpił do Klubu 30–30 zdobywając 36 home runów i 40 skradzionych baz. W 1962 Giants (od 4 lat z siedzibą w San Francisco) przegrali World Series z New York Yankees w siedmiu meczach. Trzy lata później został po raz drugi w karierze wybrany MVP.
22 września 1969 Mays zdobył 600. home runa w karierze. 10 lipca 1970 został dziesiątym baseballistą w historii, który wykonał 3000 uderzeń w Major League Baseball. W maju 1972 w wieku 41 lat przeszedł do New York Mets, w którym zakończył karierę. 23 stycznia 1979 został członkiem Galerii Sław Baseballu.

## Nagrody i wyróżnienia
| Nagroda/wyróżnienie           | Lata | Źródło |
| 2× MVP National League        | 1954, 1965 | [ 14 ] |
| 24× All-Star                  | 1954, 1955, 1956, 1957, 1958, 1959¹, 1959², 1960¹, 1960², 1961¹, 1961², 1962¹ 1962², 1963, 1964, 1965, 1966, 1967, 1968, 1969, 1970, 1971, 1972, 1973 | [ 19 ] |
| 2× All-Star Game MVP          | 1963, 1968 | [ 20 ] |
| 12× Gold Glove Award          | 1957, 1958, 1959, 1960, 1961, 1962, 1963, 1964, 1965, 1966, 1967, 1968                                                                                | [ 21 ] |
| Zwycięzca w World Series      | 1954 | [ 12 ] |
| AL Rookie of the Year Award   | 1951 | [ 10 ] |
| MLB All-Century Team          | | [ 22 ] |
| Baseball Hall of Fame         | od 1979 | [ 18 ] |
| # 24 zastrzeżony przez Giants | 1972 | [ 23 ] |

## Odznaczenia
- Medal Wolności (2015)[24]